# García Álvarez de Tolède y Mendoza
Pour les articles homonymes, voir García Álvarez de Toledo.
García Álvarez de Tolède y Mendoza (en espagnol : García Álvarez de Toledo Osorio y Mendoza), né le 25 avril 1579 à Naples et mort le 21 janvier 1649) à Madrid, est un militaire et homme politique espagnol, VIe marquis de Villafranca del Bierzo et grand d'Espagne.

## Biographie
Né à Naples, le 25 avril 1579, il est le fils de Pierre Alvarez de Tolède, Ve marquis de Villafranca del Bierzo, et d'Elvira de Mendoza. Enfant, il a appartenu à l'Ordre de Santiago, fait duc de Fernandina et prince de Montalbán.
Il a commencé à servir en 1606 sur les galères aux ordres de son père et il est devenu, en 1623, Capitaine général des Galères d'Espagne. Avec cette charge, il a participé à la défense de Cadix en 1625 contre la flotte anglaise d'Edward Cecil, vicomte de Wimbledon. En 1636, il a occupé les îles de Sainte Marguerite et Honorat.
Pendant la Guerre des faucheurs, durant le siège de Tarragone en 1641, il a commandé la flotte qui a affronté l'escadre française d'Henri d'Escoubleau de Sourdis au cours de la première bataille navale de Tarragone. Quelques semaines plus tard, avec les restes de sa flotte qui ont survécu à la bataille et les renforts qu'il a reçu, il réussit à faire lever définitivement le siège de la cité, lors de la seconde bataille navale de Tarragone.
Il a été Capitaine général des Conseils d'État et de Guerre du roi d'Espagne Philippe IV, devenant un de ses hommes de confiance. Gaspar de Guzmán, comte d'Olivares, jaloux, l'a déposé de ses charges et l'a enfermé dans le château de Villaviciosa de Odón. Après la chute du favori, il a été rétabli dans ses charges et a reçu 400 000 ducats, comme compensation pour avoir été puni sans instruction judiciaire.

## Famille
Le Marquis s'est marié à Madrid, le 18 août 1609 avec Doña María de Mendoza; fille de Don Rodrigo de Mendoza et de Doña Ana de Mendoza, VIe Duchesse del Infantado. Le couple n'a pas eu de descendance.
À son décès à Madrid le 21 janvier 1649, son patrimoine et ses titres sont passés à son neveu, Don Fadrique Álvarez de Toledo y Ponce de León.